# Wörmke
Die Wörmke oder Wörmkebach ist ein 10,5 km langer, südöstlicher und rechter Zufluss der Emmer insbesondere im Lipper Bergland. Sie fließt im niedersächsischen Landkreis Holzminden und im nordrhein-westfälischen Kreis Lippe.

## Name
In den ersten schriftlichen Belegen wird der Bach „Vvermana“ (1005), „Wermode“ (1446) oder „Wermede“ (1463) genannt. Der Name könnte sich vom germanischen *werma-
„warm“ ableiten.

## Verlauf
Die Wörmke entspringt in Niedersachsen auf der Westabdachung des Pyrmonter Berglands zum Lipper Bergland. Ihre Quelle liegt im Landkreis Holzminden etwa 770 m nördlich des nicht vom Bach durchflossenen Kernort der Gemeinde Vahlbruch auf etwa 287 m ü. NHN.
Anfangs fließt die Wörmke in westlicher Richtung und wechselt bereits im quellnahen Oberlauf vom Pyrmonter in das Lipper Bergland über. Sie erreicht nach etwa 1,65 km Fließstrecke auf rund 199 m Höhe die nordrhein-westfälische Grenze und die Grenze zum in Westfalen gelegenen Naturpark Teutoburger Wald/Eggegebirge. Kurz darauf fließt sie auf der Landesgrenze und zugleich auf der Grenze des vorgenannten Naturparks im Süden zum Naturpark Weserbergland Schaumburg-Hameln im Norden. Ab etwa 169 m Höhe läuft sie – bis zu ihrer Mündung – nur noch in Nordrhein-Westfalen, im Kreis Lippe und im Naturpark Teutoburger Wald/Eggegebirge.
Im Mittellauf fließt die Wörmke nördlich unterhalb des Rauhen Kopfs (Rauer Kopf; 296,8 m) durch den Lügder Ortsteil Sabbenhausen und dessen westliche Ortslage Ratsiek – beide an der etwas südlich den Bach begleitenden Kreisstraße 66 gelegen. Etwa 0,9 km unterhalb davon nimmt sie – wenige Meter nördlich des etwas abseits der Wörmke liegenden Elbrinxen – den von Süden heran fließenden Ilsenbach auf; bis dorthin ist der Bach 6,5 km lang.
Dann dreht die Wörmke für ihren 4 km langen Unterlauf vorerst nach Nordwesten und passiert nordöstlich des Schwalenberger Waldes (mit Großem Pulskopf; 447,7 m) und westlich des Dörenbergs (236,3 m) die Ansiedlung Steinhage und die Blankenburger Mühle, die beide in der Gemarkung Lügde liegen. Dabei fließt sie entlang der Landesstraße 946 (Elbrinxen–Lügde).
Etwa 1,1 Bachkilometer nach der Mühle mündet die Wörmke nach zuletzt nordwärts gerichtetem Lauf kurz nach Unterqueren der L 614 (Schieder–Harzberg–Lügde) auf rund 104 m Höhe in den dort von etwa von Westen heran fließenden Weser-Zufluss Emmer.

## Einzugsgebiet und Zuflüsse
Das Einzugsgebiet der Wörmke ist 49,012 km² groß. Zu ihren Zuflüssen gehören bachabwärts betrachtet (Daten – wenn nicht anders genannt – laut im Tabellenkopf genannten Einzelnachweisen):
| Name                                                                              | Seite  | Länge (km) | Quell-          | Mündungs-       | Mündungs- ort (Lage)    | Mü-Stat. (km) | GKZ       |
| Name                                                                              | Seite  | Länge (km) | höhe (m ü. NHN) | höhe (m ü. NHN) | Mündungs- ort (Lage)    | Mü-Stat. (km) | GKZ       |
| --------------------------------------------------------------------------------- | ------ | ---------- | --------------- | --------------- | ----------------------- | ------------- | --------- |
| Bach von Vahlbruch                                                                | links  | 01,7       | 256             | 199,0           | Vahlbruch (u)           | 8,85          | 45694-4   |
| Bach von Wörderfeld                                                               | links  | 03,1       | 290             | 164,5           | Sabbenhausen (o)        | 7,00          | 45694-412 |
| Bach von Mosterholz                                                               | rechts | 02,0       | 257             | 159,0           | Sabbenhausen (o)        | 6,65          | 45694-414 |
| Bach von Querhagen/Finkenborn                                                     | rechts | 02,1       | 215             | 150,0           | Ratsiek (o)             | 5,55          | 45694-416 |
| Bach vom Klosterberg                                                              | links  | 03,0       | 285             | 145,0           | Ratsiek (i)             | 5,45          | 45694-418 |
| Ilsenbach                                                                         | links  | 09,4       | 315             | 132,0           | Elbrinxen (u)           | 4,00          | 45694     |
| Bach von Glashütte                                                                | links  | 02,1       | 240             | 120,5           | Steinhage (b)           | 2,00          | 45694-92  |
| Bach vom Großen Pulskopf                                                          | links  | 02,1       | 249             | 117,5           | Blankenburger Mühle (o) | 1,50          | 45694-94  |
| Abkürzungen (Lage): o = oberhalb, i = im, u = unterhalb vom, b = beim Mündungsort |        |            |                 |                 |                         |               |           |